# Platysace trachymenioides
Platysace trachymenioides är en flockblommig växtart som beskrevs av Ferdinand von Mueller. Platysace trachymenioides ingår i släktet Platysace och familjen flockblommiga växter. Inga underarter finns listade i Catalogue of Life.